# Death Is Not Dead
Death Is Not Dead – album studyjny szwedzkiego zespołu melodic death metalowego The Crown. Wydawnictwo ukazało się 24 grudnia 2014 roku w Japonii nakładem wytwórni muzycznej Avalon. Następnie 23 stycznia 2015 roku nakładem Century Media Records. album trafił do sprzedaży w Europie i w Stanach Zjednoczonych.

## Lista utworów
Opracowano na podstawie materiału źródłowego.
1. "Reign" - 01:55 (utwór instrumentalny)
2. "Headhunter" - 04:53
3. "Iblis Bane" - 04:09
4. "Eternal" (cover Paradise Lost) - 04:03
5. "Struck by Lightning" - 05:00
6. "Speed Kills (Full Moon Ahead)" - 03:34
7. "Herd of Swine" - 04:49
8. "Horrid Ways" - 05:17
9. "Ride to Ruin" - 05:50
10. "Meduseld" - 05:44
11. "Godeater" - 05:14
12. "We Come in Peace (Piece by Piece)" (utwór dodatkowy)
13. "Agent Orange (cover Sodom) (utwór dodatkowy)
14. "Candles - Burn Again" (utwór dodatkowy)